# Amplicephalus lineata
Amplicephalus lineata är en insektsart som beskrevs av Henry Fairfield Osborn 1923. Amplicephalus lineata ingår i släktet Amplicephalus och familjen dvärgstritar. Inga underarter finns listade i Catalogue of Life.